# Ґізо
Ґізо (ісп. guiso, кат. guisat) — гаряча, помірно жирна страва. Ґізо може містити будь-які інгредієнти залежно від регіону, сезону, наявності та смаку. Зазвичай містить м'ясо, а також крупи, бобові, локшину та овочі. Готується з бульйоном, до якого часом додають вино. На відміну від рагу, під час кулінарного процесу у ґізо відбувається циркуляція парів.
Ґізо є популярною стравою в Уругваї (особливо з сочевицею) та Аргентині (особливо ґізо карреро (ісп. guiso carrero)), де вважається типовою їжею для холодної пори року.
До страв приготованих подібно до ґізо, є рагу, особуко та пучеро.

## Історія
Перша згадка про ґізо зустрічається в книзі про іспанську кухню, El Libro de los Guisados, написаній каталонським кухарем Робертом де Нола у 1525 році, яка у свою чергу базувалася на давнішій каталонській книзі, Llibre de Coch, яка містила різні рецепти середземномор'я XV століття. Серед них були перші рецепти ґізо.
Слово "ґізо" згадується у виданні 18 століття «Diccionario de autoridades», а точніше у томі виданому у 1734 році, як "приправа або соус, який додають у їжу, щоб її приготувати та заправити" (ісп. el condimento o salsa que se echa en la vianda, para guisarla y sazonarla).
Похідне дієслово ісп. guisar визначали як "заправити, додати і приправити їжу спеціями, бульйоном, соусом чи чимось іншим, так щоб вона була приємною на смак" (ісп. aderezar, componer y sazonar la comida con especias, caldo, salsa o otra cosa, para que sea grata al gusto).
Людину, що готує та приправляє їжу, називали ґізандеро (ісп. guisandero).

## Галерея

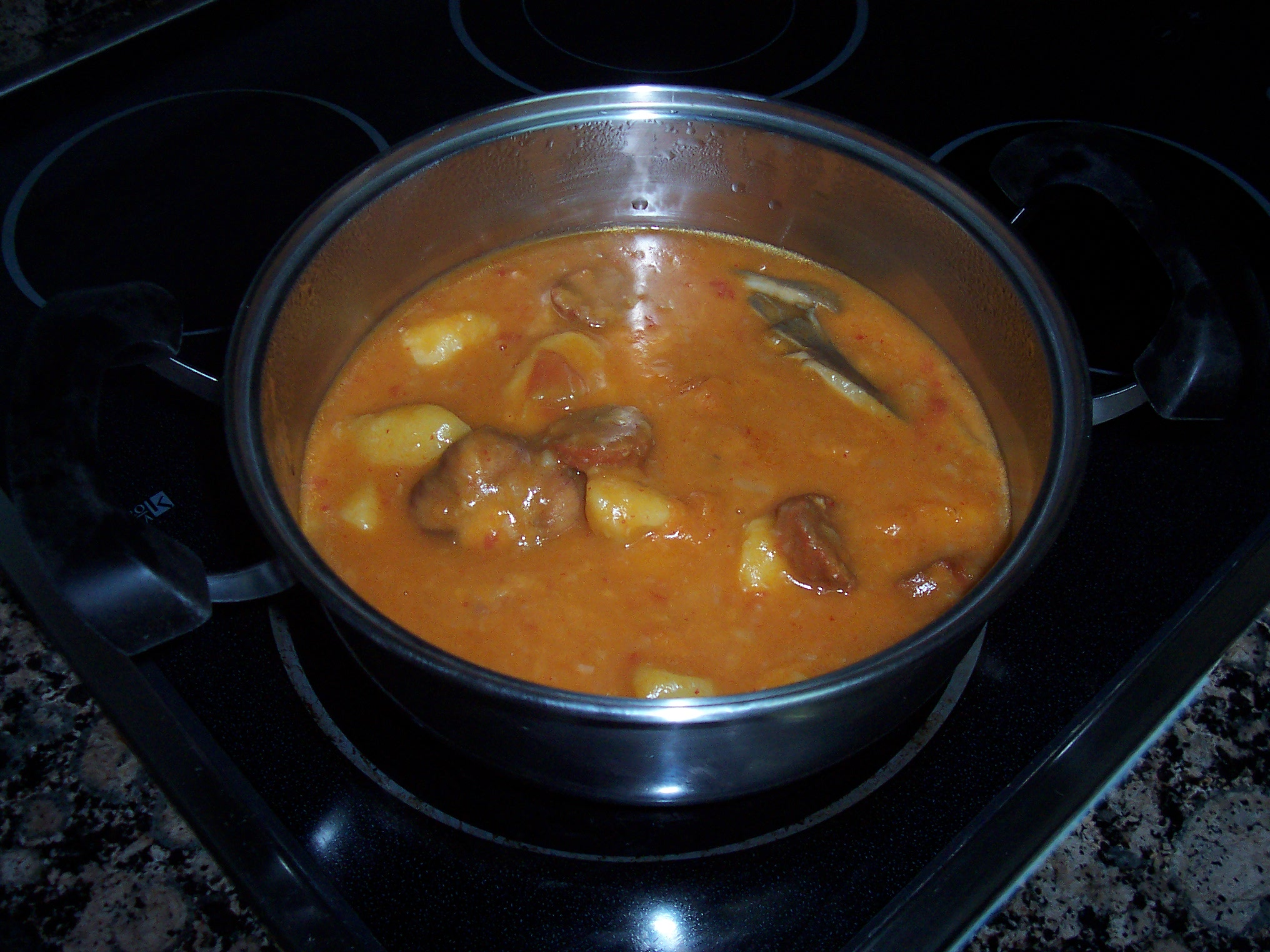
Ґурупіна (ісп. gurupina), традиційний ґізо з Гранадинської кухні
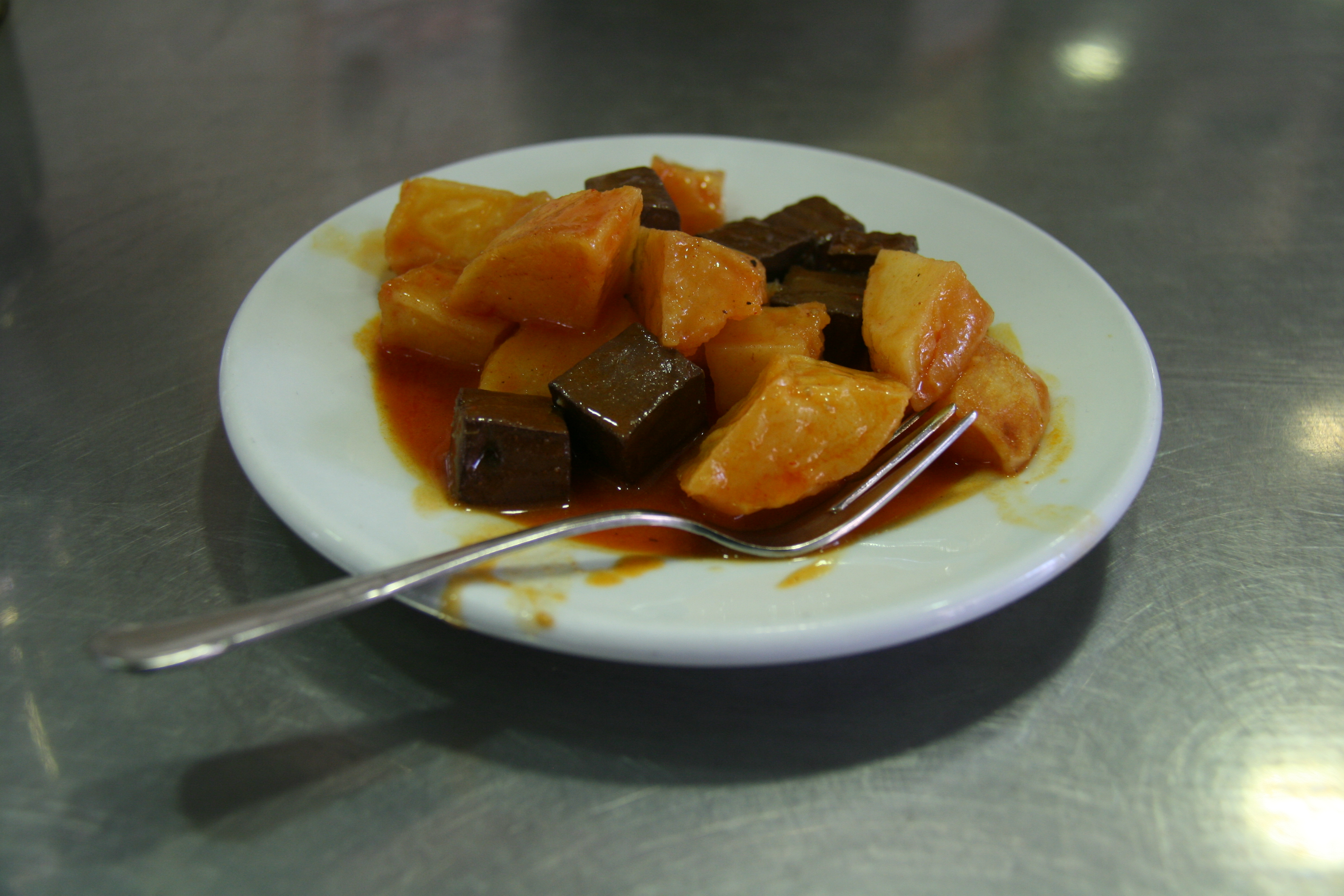
Ґізо картопля з кров'ю подане як тапи